# 日高郡 (和歌山縣)
日高郡（日语：／ Hidaka gun */?）是位於日本和歌山縣中部的郡。
現轄有以下6町：
- 印南町
- 日高町
- 日高川町
- 南部町
- 美濱町
- 由良町

在1879年實施郡區町村編制法時的轄區還包括現在的御坊市全部地區和田邊市的北部地區。

## 歷史
在令制國時代屬於紀伊國。
江戶時代後大部分區域都成為紀州藩的領地，僅南部沿海部分區域紀州德川家御付家老紀伊田邊藩的領地，另外也有小部分區域屬於同樣是紀州德川家御附家老的紀伊新宮藩；19世紀末明治維新實施廢藩置縣後這些區域改隸屬和歌山縣、新宮縣、田邊縣，1872年的第一次府縣整併後，才全數劃入和歌山縣。
1879年實施郡區町村編製法時，正式的設置了近代的行政區劃「日高郡」，並在薗浦（位於現在的御坊市）設置郡役所。

### 沿革

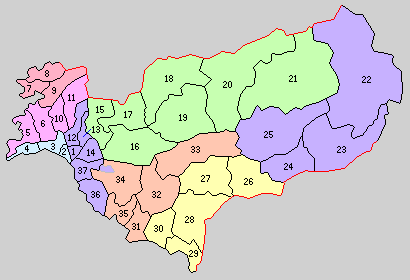
1889年日高郡轄下的行政區劃：
1.御坊村、2.松原村、3.和田村、4.三尾村、5.比井崎村、6.志賀村、7.白崎村、8.衣奈村、9.由良村、10.東內原村、11.西內原村、12.湯川村、13.藤田村、14.野口村、15.矢田村、16.丹生村、17.早蘇村、18.船着村、19.川中村、20.川上村、21.寒川村、22.龍神村、23.上山路村、24.中山路村、25.下山路村、26.清川村、27.高城村、28.上南部村、29.南部村、30.岩代村、31.切目村、32.切目川村、33.真妻村、34.稻原村、35.印南村、36.名田村、37.鹽屋村
（左側紫色：現屬御坊市、右側紫色：現屬田邊市、水藍色：現屬美濱町、桃色：現屬日高町、紅色：現屬由良町、橙色：現屬印南町、黃色：現屬南部町、綠色：現屬日高川町））

- 1889年4月1日：實施町村制，伊都郡下設：御坊村（日语：御坊町）、松原村（日语：松原村 (和歌山県)）、和田村（日语：和田 (和歌山県美浜町)）、三尾村（日语：三尾 (和歌山県美浜町)）、比井崎村（日语：比井崎村）、志賀村（日语：志賀村 (和歌山県)）、白崎村（日语：白崎村）、衣奈村（日语：衣奈村）、由良村、東內原村（日语：東内原村）、西內原村（日语：西内原村）、湯川村（日语：湯川村 (和歌山県)）、藤田村（日语：藤田村 (和歌山県)）、野口村（日语：野口村 (和歌山県)）、矢田村（日语：矢田村 (和歌山県)）、丹生村（日语：丹生村 (和歌山県)）、早蘇村（日语：早蘇村）、船著村（日语：船着村 (和歌山県)）、川中村（日语：川中村 (和歌山県)）、川上村（日语：川上村 (和歌山県)）、寒川村（日语：寒川村 (和歌山県)）、龍神村（日语：龍神村）、上山路村（日语：上山路村）、中山路村（日语：中山路村）、下山路村（日语：下山路村）、清川村（日语：清川 (みなべ町)）、高城村（日语：高城村 (和歌山県)）、上南部村（日语：上南部村）、南部村（日语：南部町 (和歌山県)）、岩代村（日语：岩代村）、切目村（日语：切目村）、切目川村（日语：切目川村）、真妻村（日语：真妻村）、稻原村（日语：稲原村）、印南村、名田村（日语：名田村）、鹽屋村（日语：塩屋村 (和歌山県)）。（37村）
- 1897年2月1日：御坊村改制為御坊町（日语：御坊町）。[2]（1町36村）
- 1897年9月1日：實施郡制（日语：郡制）。
- 1897年9月11日：南部村改制南部町（日语：南部町 (和歌山県)）。（2町35村）
- 1900年1月16日：印南村改制為印南町。（3町34村）
- 1923年4月1日：廢除郡會和郡參事會。
- 1926年7月1日：廢除郡役所，此後郡不再作為行政區劃，只作為地名的表示。
- 1941年8月1日：東內原村和西內原村合併為內原村（日语：内原村）。[3]（3町33村）
- 1947年10月15日：由良村改制為由良町。[4]（4町32村）
- 1954年4月1日：御坊町、湯川村、藤田村、野口村、名田村、鹽屋村合併為御坊市[5]，同時脫離日高郡的管轄。（3町27村）
- 1954年8月1日：岩代村被併入南部町。[6]（3町26村）
- 1954年10月1日：（5町20村）
  - 內原村、志賀村、比井崎村合併為日高町。[3]
  - 松原村、和田村、三尾村合併為美濱町。[7]
- 1954年12月1日：上南部村、高城村、清川村合併為南部川村（日语：南部川村）。[6]（5町18村）
- 1955年1月1日（6町13村）
  - 早蘇村、丹生村、矢田村合併為川邊町（日语：川辺町 (和歌山県)）。[8]
  - 由良町、白崎村、衣奈村合併為新設立的由良町。[4]
- 1955年3月1日：龍神村、上山路村、中山路村、下山路村合併為新設立的龍神村。（6町10村）
- 1956年3月31日：寒川村、川上村合併為美山村（日语：美山村 (和歌山県)）。[8]（6町9村）
- 1956年8月1日：川中村、船著村合併為中津村（日语：中津村 (和歌山県)）。[8]（6町8村）
- 1956年9月30日：（6町6村）
  - 印南町、稻原村合併為新設立的印南町。
  - 切目村和切目川村的部分地區合併為新設立的切目川村。
  - 真妻村和切目川村的其餘地區合併為安住村（日语：安住村）。
- 1957年8月1日：印南町、切目川村、安住村合併為新設立的印南町。[9]（6町4村）
- 1959年4月1日：印南町的部分地區被併入御坊市。
- 1962年4月1日：中津村的部分地區被併入川邊町。[8]
- 1978年11月1日：日高町的部分地區被併入御坊市。
- 2004年10月1日：南部川村和南部町合併為新設立的南部町。[6]（6町3村）
- 2005年5月1日：（6町）
  - 川邊町、中津村、美山村合併為日高川町。[8]
  - 龍神村和田邊市、中邊路町（日语：中辺路町）、大塔村（日语：大塔村 (和歌山県)）、本宮町（日语：本宮町 (和歌山県)）為新設立的田邊市，並脫離日高郡的管轄。

### 變遷表
| 1889年4月1日               | 1889年 - 1912年            | 1912年 - 1944年            | 1945年 - 1954年              | 1955年 - 1989年              | 1955年 - 1989年              | 1989年 - 現在               | 現在                        |
| -------------------------- | -------------------------- | -------------------------- | ---------------------------- | ---------------------------- | ---------------------------- | --------------------------- | --------------------------- |
| 御坊村                     | 1897年2月1日 改制為御坊町  | 1897年2月1日 改制為御坊町  | 1954年4月1日 合併為御坊市    | 1954年4月1日 合併為御坊市    | 1954年4月1日 合併為御坊市    | 1954年4月1日 合併為御坊市   | 1954年4月1日 合併為御坊市   |
| 湯川村                     |                            |                            | 1954年4月1日 合併為御坊市    | 1954年4月1日 合併為御坊市    | 1954年4月1日 合併為御坊市    | 1954年4月1日 合併為御坊市   | 1954年4月1日 合併為御坊市   |
| 藤田村                     |                            |                            | 1954年4月1日 合併為御坊市    | 1954年4月1日 合併為御坊市    | 1954年4月1日 合併為御坊市    | 1954年4月1日 合併為御坊市   | 1954年4月1日 合併為御坊市   |
| 野口村                     |                            |                            | 1954年4月1日 合併為御坊市    | 1954年4月1日 合併為御坊市    | 1954年4月1日 合併為御坊市    | 1954年4月1日 合併為御坊市   | 1954年4月1日 合併為御坊市   |
| 名田村                     |                            |                            | 1954年4月1日 合併為御坊市    | 1954年4月1日 合併為御坊市    | 1954年4月1日 合併為御坊市    | 1954年4月1日 合併為御坊市   | 1954年4月1日 合併為御坊市   |
| 鹽屋村                     |                            |                            | 1954年4月1日 合併為御坊市    | 1954年4月1日 合併為御坊市    | 1954年4月1日 合併為御坊市    | 1954年4月1日 合併為御坊市   | 1954年4月1日 合併為御坊市   |
| 松原村                     | 松原村                     | 松原村                     | 1954年10月1日 合併為美濱町   | 1954年10月1日 合併為美濱町   | 1954年10月1日 合併為美濱町   | 1954年10月1日 合併為美濱町  | 1954年10月1日 合併為美濱町  |
| 和田村                     |                            |                            | 1954年10月1日 合併為美濱町   | 1954年10月1日 合併為美濱町   | 1954年10月1日 合併為美濱町   | 1954年10月1日 合併為美濱町  | 1954年10月1日 合併為美濱町  |
| 三尾村                     |                            |                            | 1954年10月1日 合併為美濱町   | 1954年10月1日 合併為美濱町   | 1954年10月1日 合併為美濱町   | 1954年10月1日 合併為美濱町  | 1954年10月1日 合併為美濱町  |
| 由良村                     | 由良村                     | 由良村                     | 1947年10月15日 改制為由良町  | 1955年1月1日 合併為由良町    | 1955年1月1日 合併為由良町    | 1955年1月1日 合併為由良町   | 1955年1月1日 合併為由良町   |
| 白崎村                     |                            |                            |                              | 1955年1月1日 合併為由良町    | 1955年1月1日 合併為由良町    | 1955年1月1日 合併為由良町   | 1955年1月1日 合併為由良町   |
| 衣奈村                     |                            |                            |                              | 1955年1月1日 合併為由良町    | 1955年1月1日 合併為由良町    | 1955年1月1日 合併為由良町   | 1955年1月1日 合併為由良町   |
| 東內原村                   | 東內原村                   | 1941年8月1日 合併為內原村  | 1954年10月1日 合併為日高町   | 1954年10月1日 合併為日高町   | 1954年10月1日 合併為日高町   | 1954年10月1日 合併為日高町  | 1954年10月1日 合併為日高町  |
| 西內原村                   |                            | 1941年8月1日 合併為內原村  | 1954年10月1日 合併為日高町   | 1954年10月1日 合併為日高町   | 1954年10月1日 合併為日高町   | 1954年10月1日 合併為日高町  | 1954年10月1日 合併為日高町  |
| 比井崎村                   |                            |                            | 1954年10月1日 合併為日高町   | 1954年10月1日 合併為日高町   | 1954年10月1日 合併為日高町   | 1954年10月1日 合併為日高町  | 1954年10月1日 合併為日高町  |
| 志賀村                     |                            |                            | 1954年10月1日 合併為日高町   | 1954年10月1日 合併為日高町   | 1954年10月1日 合併為日高町   | 1954年10月1日 合併為日高町  | 1954年10月1日 合併為日高町  |
| 矢田村                     | 矢田村                     | 矢田村                     | 矢田村                       | 1955年1月1日 合併為川邊町    | 1955年1月1日 合併為川邊町    | 2005年5月1日 合併為日高川町 | 2005年5月1日 合併為日高川町 |
| 丹生村                     |                            |                            |                              | 1955年1月1日 合併為川邊町    | 1955年1月1日 合併為川邊町    | 2005年5月1日 合併為日高川町 | 2005年5月1日 合併為日高川町 |
| 早蘇村                     |                            |                            |                              | 1955年1月1日 合併為川邊町    | 1955年1月1日 合併為川邊町    | 2005年5月1日 合併為日高川町 | 2005年5月1日 合併為日高川町 |
| 船著村                     | 船著村                     | 船著村                     | 船著村                       | 1956年8月1日 合併為中津村    | 1956年8月1日 合併為中津村    | 2005年5月1日 合併為日高川町 | 2005年5月1日 合併為日高川町 |
| 川中村                     |                            |                            |                              | 1956年8月1日 合併為中津村    | 1956年8月1日 合併為中津村    | 2005年5月1日 合併為日高川町 | 2005年5月1日 合併為日高川町 |
| 川上村                     | 川上村                     | 川上村                     | 川上村                       | 1956年3月31日 合併為美山村   | 1956年3月31日 合併為美山村   | 2005年5月1日 合併為日高川町 | 2005年5月1日 合併為日高川町 |
| 寒川村                     |                            |                            |                              | 1956年3月31日 合併為美山村   | 1956年3月31日 合併為美山村   | 2005年5月1日 合併為日高川町 | 2005年5月1日 合併為日高川町 |
| 印南村                     | 1900年4月16日 改制為印南町 | 1900年4月16日 改制為印南町 | 1900年4月16日 改制為印南町   | 1956年9月30日 合併為印南町   | 1957年8月1日 合併為印南町    | 1957年8月1日 合併為印南町   | 1957年8月1日 合併為印南町   |
| 稻原村                     |                            |                            |                              | 1956年9月30日 合併為印南町   | 1957年8月1日 合併為印南町    | 1957年8月1日 合併為印南町   | 1957年8月1日 合併為印南町   |
| 切目村                     | 切目村                     | 切目村                     | 切目村                       | 1956年9月30日 合併為切目川村 | 1957年8月1日 合併為印南町    | 1957年8月1日 合併為印南町   | 1957年8月1日 合併為印南町   |
| 切目川村                   |                            |                            |                              | 1956年9月30日 合併為切目川村 | 1957年8月1日 合併為印南町    | 1957年8月1日 合併為印南町   | 1957年8月1日 合併為印南町   |
| 1956年9月30日 合併為安住村 |                            |                            |                              |                              | 1957年8月1日 合併為印南町    | 1957年8月1日 合併為印南町   | 1957年8月1日 合併為印南町   |
| 真妻村                     |                            |                            |                              |                              | 1957年8月1日 合併為印南町    | 1957年8月1日 合併為印南町   | 1957年8月1日 合併為印南町   |
| 南部村                     | 1897年9月11日 改制為南部町 | 1897年9月11日 改制為南部町 | 1897年9月11日 改制為南部町   | 南部町                       | 南部町                       | 2004年10月1日 合併為南部町  | 2004年10月1日 合併為南部町  |
| 岩代村                     | 岩代村                     | 岩代村                     | 1954年8月1日 併入南部町      | 南部町                       | 南部町                       | 2004年10月1日 合併為南部町  | 2004年10月1日 合併為南部町  |
| 清川村                     | 清川村                     | 清川村                     | 1954年12月1日 合併為南部川村 | 1954年12月1日 合併為南部川村 | 1954年12月1日 合併為南部川村 | 2004年10月1日 合併為南部町  | 2004年10月1日 合併為南部町  |
| 高城村                     |                            |                            | 1954年12月1日 合併為南部川村 | 1954年12月1日 合併為南部川村 | 1954年12月1日 合併為南部川村 | 2004年10月1日 合併為南部町  | 2004年10月1日 合併為南部町  |
| 上南部村                   |                            |                            | 1954年12月1日 合併為南部川村 | 1954年12月1日 合併為南部川村 | 1954年12月1日 合併為南部川村 | 2004年10月1日 合併為南部町  | 2004年10月1日 合併為南部町  |
| 龍神村                     | 龍神村                     | 龍神村                     | 龍神村                       | 1955年3月31日 合併為龍神村   | 1955年3月31日 合併為龍神村   | 2005年5月1日 合併為田邊市   | 2005年5月1日 合併為田邊市   |
| 上山路村                   |                            |                            |                              | 1955年3月31日 合併為龍神村   | 1955年3月31日 合併為龍神村   | 2005年5月1日 合併為田邊市   | 2005年5月1日 合併為田邊市   |
| 中山路村                   |                            |                            |                              | 1955年3月31日 合併為龍神村   | 1955年3月31日 合併為龍神村   | 2005年5月1日 合併為田邊市   | 2005年5月1日 合併為田邊市   |
| 下山路村                   |                            |                            |                              | 1955年3月31日 合併為龍神村   | 1955年3月31日 合併為龍神村   | 2005年5月1日 合併為田邊市   | 2005年5月1日 合併為田邊市   |